# Bez (danseur)
Pour les articles homonymes, voir Bez.
Bez (né Mark Berry le 18 avril 1964 à Salford en Angleterre) est un danseur, percussionniste, auteur et personnalité médiatique britannique.
Bez a notamment été membre du groupe de rock alternatif Happy Mondays, qui connut le succès au début des années 1990. Si sa contribution à la musique du groupe fut négligeable, il a marqué les esprits par son style de danse inhabituel.
Bez est également l'auteur d'une autobiographie, Freaky Dancin’, parue en 1998. Il a participé à plusieurs émissions de télévision, remportant notamment l'édition 2005 de l'émission de téléréalité britannique Celebrity Big Brother.